# Carlos Abán
Carlos Sebastián Abán Orihuela (* 12. November 1998) ist ein bolivianischer Leichtathlet, der sich auf den Sprint spezialisiert hat.

## Sportliche Laufbahn
Erste Erfahrungen bei internationalen Meisterschaften sammelte Carlos Abán im Jahr 2017, als er bei den U20-Südamerikameisterschaften in Leonora in 10,82 s den sechsten Platz im 100-Meter-Lauf belegte. Anschließend schied er bei den Südamerikameisterschaften in Luque mit 10,80 s und 21,98 s jeweils in der ersten Runde über 100 und 200 Meter aus und belegte mit der bolivianischen 4-mal-100-Meter-Staffel in 42,14 s den sechsten Platz. Daraufhin verpasste er auch bei den Juegos Bolivarianos in Santa Marta mit 11,28 s bzw. 22,43 s den Finaleinzug über 100 und 200 Meter und wurde mit der Staffel in 41,63 s Vierter. Im Jahr darauf startete er mit der Staffel bei den Südamerikaspielen in Cochabamba und gelangte dort mit neuem Landesrekord von 40,46 s auf Rang sechs. 2019 erreichte er dann bei den Südamerikameisterschaften in Lima mit 41,73 s auf Rang sieben mit der Staffel.

## Persönliche Bestzeiten
- 100 Meter: 10,68 s (0,0 m/s), 31. März 2019 in Cochabamba
- 200 Meter: 21,80 s (0,0 m/s), 26. April 2019 in Cochabamba